# 오리엔트 (만화)

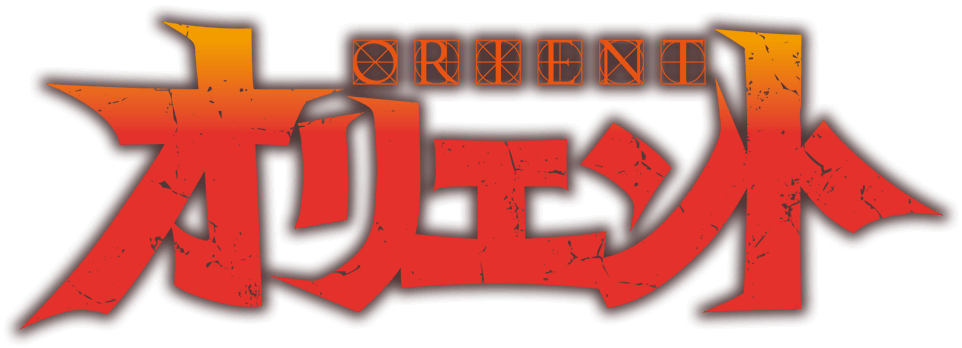

오리엔트(일본어: オリエント, ORIENT)는 오타카 시노부가 원작한 일본의 만화이다. 『주간 소년 매거진』(코단샤)에서 2018년 28호부터 2021년 6호까지 연재. 그 후, 『별책 소년 매거진』(동사)에 이적해, 2021년 3월호부터 연재 중.
전국시대와 비슷한 판타지의 세계를 무대로, 신으로 숭앙받는 「귀신」의 지배로부터 자유를 찾아 싸우는 무사단으로 「최강의 무사단」을 목표로 하는 소년의 이야기.